# El día después
El día después es un programa de televisión español, dedicado al fútbol profesional, que se emite en el canal Movistar Plus+. Su presentadora es Noemí de Miguel. En el espacio se repasa la jornada futbolística de Primera División, desde un punto de vista desenfadado, centrándose en situaciones curiosas y con reportajes donde también se analiza lo más importante de las ligas nacionales e internacionales.
El programa, creado originalmente para Canal+, se estrenó el 8 de octubre de 1990. La primera etapa duró hasta el 31 de octubre de 2005 con la presentación de Nacho Lewin. En 2009 Canal+ decidió recuperar el nombre y el formato con la presentación de Juanma Castaño y Santiago Cañizares. Tras el cese de emisiones de Canal+, sucedido en febrero de 2016, el programa continuó sus emisiones en #0. Desde 2018 el programa se emite en #Vamos.

## Historia del programa

### Primera etapa (1990 a 2005)
Canal+ había adquirido como plato fuerte para su inauguración en 1990 los derechos de emisión de un partido de la Liga española de fútbol los domingos por la noche. Los directivos decidieron crear El día después como programa que repasara la jornada de fútbol y los hechos más relevantes el lunes a las 20:30h. 
El programa debutó en la temporada 1990-91 con Nacho Lewin, como presentador principal, y Jorge Valdano como analista táctico. También guardaba lugar para momentos más desenfadados, como la sección Lo que el ojo no ve, y hacía un resumen de la Liga italiana de fútbol. El programa se emitía sólo para abonados del canal durante esta primera temporada.
En la segunda temporada Jorge Valdano abandonó el programa para entrenar al Club Deportivo Tenerife. Canal+ decide fichar como analista a Michael Robinson, exjugador del Osasuna, del Liverpool y de la selección irlandesa. Procedente del programa deportivo de radio El larguero de Cadena SER, Robinson era comentarista de Canal+ y aceptó el encargo a petición de Alfredo Relaño. En esta temporada Robinson se encargó del trabajo de análisis de Valdano, principalmente analizar a los equipos de fútbol y sus sistemas de juego, aunque imprimió un toque más distendido que posteriormente sería habitual. Como novedad El día después comenzó a emitirse el lunes, en abierto, de 20:30 a 21:30h.
En la temporada 1992/93 se añadiría al plantel el árbitro retirado Joaquín Ramos Marcos que también procedía de la Cadena SER.
En 1994 Nacho Lewin abandona el programa para regresar a la radio. El equipo de presentadores se configuró con Michael Robinson, 'Lobo' Carrasco y Joaquín Ramos Marcos, siendo uno de los más populares de la historia del espacio. En esta época se amplió el horario, de 20:00 a 21:30h, y se lograron hitos como el liderazgo de audiencia durante su franja en algunas ocasiones. También se llegaron a realizar ediciones especiales fuera del estudio como en Zaragoza el 16 de diciembre.
En 1997 se produce un cambio importante en el programa en consonancia con la renovación de la parrilla y estilo de Canal+ y el inicio de la emisión de partidos por pago por visión: se renueva el decorado por completo, se sustituye al Lobo Carrasco por Josep Pedrerol, y se introducen nuevas secciones. Incluso, a raíz del éxito del programa, se decidió crear un programa para los sábados que anticipara la jornada, denominado El día antes, presentado por Nacho Aranda. 
Con la marcha en 2004 de Pedrerol y Ramos Marcos, Michael Robinson pasa a ser el presentador principal con las incorporaciones del periodista Julio Maldonado y el exfutbolista Raúl Ruiz.
Con motivo del cambio de frecuencia de Canal+ y la creación de Cuatro, la propietaria de ambos canales de televisión, Sogecable, decidió finalizar la andadura del programa. En su lugar se creó un nuevo espacio en Cuatro, llamado Maracaná 06. La última emisión de esta primera etapa, realizada la semana antes de la inauguración del nuevo canal, fue una despedida de los 3 presentadores a su audiencia con un repaso habitual a la jornada, un video con los mejores momentos y un equipo muy emocionado. Robinson no ocultó nunca su decepción ante la decisión de Sogecable como reflejó más tarde en una entrevista:
«Me dolió muchísimo la muerte de El día después, casi tanto como mi retirada del fútbol. Porque yo sabía que me iba a retirar tarde o temprano, era una muerte anunciada. Pero lo de El día después fue distinto. Me dolió muchísimo.» 
Durante su andadura, El día después obtuvo un Premio Ondas, un TP de Oro y tres premios de la ATV. También logró ser el programa de mayor audiencia de Canal+ en toda su historia.

#### Después de la retirada
Cuatro decidió crear un programa de fútbol mezclando los conceptos de El día después y el programa de radio Carrusel deportivo: Maracaná 05. Presentado por Paco González, Michael Robinson y Carlos Latre, se integraron también Julio Maldonado y Raúl Ruiz. Sin embargo la fórmula del programa no agradó a Robinson que abandonó la presentación a la segunda semana al no estar de acuerdo con la puesta en escena del formato.
El programa no contó con el respaldo de audiencia obtenido por El día después a pesar de emitirse en prime time y contar con amplios medios. Maracaná 05 completó su primera temporada pero Maracaná 06 fue retirado en la segunda temporada por falta de audiencia. Tras su cese parte del equipo de El día después fue integrado en la sección de deportes de Cuatro elaborando vídeos para los informativos.

### Segunda etapa (desde 2009)
En 2009, Sogecable decide recuperar para Canal+ el formato de El día después. Esta segunda etapa comenzó con la presentación de Juanma Castaño y Santiago Cañizares, Michael Robinson no participó en el nuevo espacio, aunque sí lo hizo Raúl Ruiz.
A partir del 29 de agosto de 2011, el copresentador fue junto a Santi Cañizares, José Antonio Ponseti quien se mantuvo en el programa hasta el 23 de agosto de 2016. Su sustituto fue Antoni Daimiel.
En la nueva temporada 2018-2019 el programa pasa a emitirse en el nuevo canal de televisión de Movistar+ #Vamos, siendo presentado por el periodista Carlos Martínez.

## Presentadores
A lo largo de su historia, El día después ha contado con los siguientes colaboradores.

### Presentadores principales
- Michael Robinson (1991-2005): Presentador habitual del programa. Entró en plantilla en 1991 sustituyendo a Jorge Valdano como analista táctico y poco a poco comenzó a presentar conjuntamente con Ignacio Lewin. Cuando Lewin se marchó, Michael compartió posteriormente presentación con sus colaboradores hasta 1997, momento en el que hace presentación conjunta con Josep Pedrerol. Pasó a ser el presentador principal otra vez en 2004 hasta el final del programa.

- Ignacio Lewin (1990-1994): También conocido como "Nacho Lewin", fue el primer presentador de El día después. Provenía de la Cadena SER y se encargaba de aportar la información y reportajes, con un tono más serio que el de su compañero. Suya fue la idea de la sección Lo que el ojo no ve.

- Lobo Carrasco (1994-1997): Después de retirarse del fútbol activo, ingresó en la Cadena SER y ocuparía la presentación conjunta con Robinson tras la marcha de Ignacio Lewin.

- Josep Pedrerol (1997-2004): Presentador principal durante el periodo más largo del programa en cuanto a reparto, imprimía un toque más serio. Dirigió el programa durante 7 años hasta que decidió marcharse a Punto Radio para dirigir un programa deportivo en la entonces recién creada radio.

### Colaboradores
- Jorge Valdano: (1990-1991). Primer comentarista del programa, acompañaba a Nacho Lewin para ayudarle en el análisis de jugadas. Era el encargado de "La pizarra cibernética" hasta que se marchó para dirigir al Tenerife.

- Joaquín Ramos Marcos: (1992-2004). Árbitro de fútbol profesional, fue el mejor árbitro de la Liga Española (premios Guruceta) en las temporadas 1988/89 y 1989/90. Tras retirarse del arbitraje en activo, fichó por Canal+ para comentar las jugadas polémicas desde su punto de vista y enseñar lo que aplica el reglamento a cada jugada. Se marchó junto con Josep Pedrerol a su nuevo programa en Punto Radio.

- Julio Maldonado: (1997-2005) Periodista especializado en fútbol internacional, llegó a colaborar en El día después a partir de 1997. Su cometido era analizar jugadores, jugadas y goles de la liga internacional, tanto desde su sección La parabólica como hablando de jugadores específicos, fichajes extranjeros o seguimiento de otros futbolistas. Pasó a ser presentador en la última etapa junto con Michael y Raúl.

- Raúl Ruiz Benito: Exjugador del Club Deportivo Logroñés y del Numancia, se dedicó a hacer reportajes sobre fútbol modesto. Posteriormente pasó a ser presentador junto a Michael y Maldini en la última etapa del programa.

- Miguel Maldonado: (2018-2019) El humorista se unió brevemente al programa para comentar la sección de Lo que el ojo no ve.[6]

- Mónica Marchante: (2018-) Se incorpora como primera colaboradora, con su sección La hora Marchante.

## Secciones
Además de los clásicos reportajes, que a diferencia de otros espacios deportivos podían fijarse más en datos o anécdotas y situaciones curiosas, el programa contaba con estas secciones entre otras:
- Lo que el ojo no ve: Sección donde mostraban la otra cara del fútbol y se analizaban aspectos curiosos que no aparecieron durante los resúmenes habituales de la jornada. Las situaciones podían ser tanto dentro del terreno de juego como en las gradas, con reacciones curiosas de aficionados o trabajadores del estadio. Fue una de las secciones más populares del programa y llegó a tener varios programas especiales que recogían los mejores momentos del año.

- Lo que el árbitro no ve: Sección de Joaquín Ramos Marcos donde se analizaban las jugadas más polémicas de la jornada y donde el exárbitro aclaraba aspectos del reglamento y varias jugadas de moviola.

- La pizarra cibernética: Sección de Jorge Valdano y más tarde de Michael Robinson, en ella se aclaraban los esquemas tácticos de los equipos y su influencia en el partido que éstos analizaban, tales como la táctica del fuera de juego o la evolución de un jugador determinado. Con el paso del tiempo perdió protagonismo en favor de los reportajes e imágenes.

- Atocha: Sección de similar temática que "La pizarra cibernética", con la única diferencia de que para explicar los esquemas tácticos ya no se utilizaba un monitor, si no una reproducción del Estadio de Atocha. Se utilizó a partir de 1993, tras la demolición de dicho estadio de la Real Sociedad.

- La parabólica: Se creó como La liga de los Ases de la mano de Lobo Carrasco, y desde 1997 pasó a llamarse "La parabólica" y a ser presentada por Julio Maldonado. En ambos casos, se hablaban de las jugadas y goles más interesantes de las ligas extranjeras, poniendo especial interés en aquellas que podía ofrecer Canal+.

- Las noticias del guiñol: Canal+ lo incluyó a partir de 1997 a raíz del éxito de la sección en el programa Lo + Plus, la temática de los lunes estaba más enfocada a los temas deportivos.

- El fútbol según Raúl: A diferencia de los reportajes habituales del programa, Raúl se ocupaba de clubes modestos, de jugadores históricos en equipos pequeños o de hechos reseñables en el balompié no-profesional con historias personales remarcables.

## Momentos históricos
A lo largo de los catorce años en los que El día después se mantuvo en antena, existen varios vídeos con una repercusión que aún perdura en el mundo futbolístico español:

### Árbitro con micrófono (1992)
El colegiado José Luis Pajares Paz aceptó, a petición del programa, llevar un micrófono durante un partido entre el Deportivo de La Coruña y el Atlético de Madrid para grabar el sonido ambiente, las conversaciones con los jugadores y las explicaciones de sus decisiones. La idea estaba inspirada en el fútbol americano, donde los árbitros llevan un micrófono para explicar las sanciones al público. La liga española no ha vuelto a implementarlo en ocasiones posteriores, pero treinta años después, en la década de 2020, la FIFA ha probado el micrófono incorporado para que el árbitro explique las decisiones del VAR.

### "Pisalo" de Carlos Bilardo (1993)
En un encuentro entre el Deportivo de La Coruña y el Sevilla F. C. en febrero de 1993, el entonces entrenador hispalense, Carlos Bilardo, recriminó a su propio masajista que corriera a atender a un jugador rival, Alberto Albístegui, después de recibir un golpe fortuito de Maradona. Las cámaras de Canal+ recogieron la bronca del argentino a su compañero por su gesto solidario, al que llegó a gritarle «Qué carajo me importa el otro, pisalo, pisalo». La acción fue muy criticada por la prensa, aunque algunas aficiones lo terminaron adaptando como cántico.

### La bronca de Benito Floro (1994)
En la etapa de Benito Floro como entrenador del Real Madrid en la temporada 1993/94, el técnico asturiano abroncó a sus jugadores tras llegar con derrota al descanso de un partido ante la Unió Esportiva Lleida, un recién ascendido. Las cámaras de Canal+ grabaron el sonido ambiente del vestuario, donde el entrenador utilizó palabras malsonantes y llegó a gritar «¡Con el pito nos los follamos! ¡Con el pito! ¡Dios! ¿No os da vergüenza?». El Real Madrid terminó perdiendo aquel partido, lo que sumado a la repercusión de las grabaciones derivó en el despido fulminante del entrenador.

### "Penalti y expulsión" (1996)
En un partido entre el Real Zaragoza y el F. C. Barcelona en septiembre de 1996, las cámaras de Canal+ captaron una discusión entre el árbitro Mejuto González y su asistente Rafa Guerrero, relativa a un golpe dentro del área del defensa local, Solana, sobre el azulgrana Fernando Couto. El árbitro no pudo ver la falta y su juez de línea le llamó para indicarle «penalti y expulsión». Mejuto González le respondió «Joder, Rafa, ¿expulsión de quién?» y Guerrero le indicó «del número 6». Sin embargo, el dorsal 6 correspondía a Aguado, que terminó siendo expulsado sin haber cometido ninguna falta por un error de apreciación. El Zaragoza terminó perdiendo aquel partido.
La discusión entre los dos árbitros tuvo trascendencia en los informativos e hizo que Rafa Guerrero saltara a la fama con el apodo de «Rafa No-me-jodas», aun cuando Mejuto nunca llegó a pronunciar esas palabras. Después de retirarse, Rafa Guerrero ha trabajado como analista arbitral y tertuliano.

### El gol de Abreu (1997)
La sección «La parabólica» recogió un fallo del delantero Sebastián Abreu con San Lorenzo de Almagro, correspondiente a un partido de la liga argentina. El video recogía una buena jugada combinativa de San Lorenzo contra River Plate, donde el uruguayo sorteó al portero para quedarse a puerta vacía. Sin embargo, Abreu falló porque tropezó en carrera, cayó al suelo y no pudo rematar. La propia acción quedaba reforzada con la reacción desmedida del locutor argentino Marcelo Araujo, quien llegó a gritar varias veces «El gol de Abreu, el gol de Abreu» sin esperar a que fallara la ocasión. En España, Canal+ emitía el fútbol argentino con las narraciones originales de TyC Sports.
El video tuvo mucho impacto en España y fue repetido durante varios programas a petición del público como «El gol de Abreu», por lo que llegó a ser muy querido por la afición española. Años más tarde, Sebastián Abreu fichó por el Deportivo de La Coruña y se le siguió recordando por su «gol».

## Premios
- Premio Ondas en 1992 al mejor programa deportivo.
- TP de Oro en 1995 al mejor programa de variedades.
- Premios de la Academia de Televisión en 1999, 2002 y 2003 al mejor programa deportivo.

## Curiosidades
- La sintonía del programa en los últimos años fue "Alive and Kicking" de Simple Minds, mientras que la actual es "Sharabbey Road", de Vetusta Morla.
- Ninguno de los presentadores del programa ha estado en todas sus temporadas de forma continuada.
- En 2001 la editorial del Grupo Prisa "El País Aguilar" sacó al mercado un libro, escrito por Michael Robinson, llamado Lo que el ojo no ve que habla de las situaciones más curiosas vividas en los campos de fútbol españoles y recogidas por el programa. El libro incluía un video de una hora de duración con lo mejor del programa.
- Fue el primer programa que llevó a televisión al cantante Leonardo Dantés para que interpretara sus canciones a famosos futbolistas del momento como Raúl,[14] Julen Guerrero o Gaizka Mendieta, e incluso dedicó una canción al programa.[15]